# Bobby Washington
Robert "Bobby" Washington (nacido el 11 de julio de 1947 en Lexington, Kentucky) es un exjugador y exentrenador de baloncesto estadounidense que disputó dos temporadas en la NBA, y una más en la ABA. Con 1,80 metros de estatura, lo hacía en la posición de base.

## Trayectoria deportiva

### Universidad
Jugó durante tres temporadas con los Colonels de la Universidad de Kentucky Oriental, en las que anotó 1.221 puntos, liderando al equipo en sus dos últimas temporadas, promediando 18,0 y 20,1 puntos por partido respectivamente. En 1967, 1968 y 1969 fue incluido en el mejor quinteto de la Ohio Valley Conference.

### Profesional
Tras no ser elegido en el Draft de la NBA de 1969, si lo fue en el draft de la ABA, siendo seleccionado por los Kentucky Colonels, con los que únicamente llegó a disputar dos partidos, sin conseguir anotar ni un solo punto.
Al año siguiente fichó como agente libre por los Milwaukee Bucks de la NBA, pero fue despedido antes del comienzo de la competición, para dos meses después fichar por los Cleveland Cavaliers, con los que, en su primera temporada como suplente de John Warren promedió 7,4 puntos y 4,0 asistencias por partido. Al año siguiente sus promedios bajaron, pero dejó una marca para la historia, al repartir 20 asistencias en un partido ante Portland Trail Blazers, en ese momento récord de la franquicia de los Cavs, que posteriormente igualaría Lenny Wilkens y sería superado por Geoff Huston.

## Estadísticas de su carrera en la ABA y la NBA

### Temporada regular
| Temporada | Edad | Equipo              | Liga  | Pos. | P   | TIT | MIN  | TC  | TCA | %TC  | 3P  | 3PA | %3P | TL  | TLA | %TL  | R.OF. | R.DEF. | REB | ASIS | ROB | TAP | PER | FP  | PTS |
| 1969-70   | 22   | Kentucky Colonels   | ABA   | PG   | 2   |     | 2.5  | 0.0 | 0.5 | .000 | 0.0 | 0.0 |     | 0.0 | 0.0 |      | 0.0   | 0.0    | 0.0 | 0.0  |     |     | 0.5 | 0.0 | 0.0 |
| 1970-71   | 23   | Cleveland Cavaliers | NBA   | PG   | 47  |     | 17.5 | 2.6 | 6.6 | .397 |     |     |     | 2.2 | 3.0 | .743 |       |        | 2.2 | 4.0  |     |     |     | 2.2 | 7.4 |
| 1971-72   | 24   | Cleveland Cavaliers | NBA   | PG   | 69  |     | 14.0 | 1.8 | 4.5 | .398 |     |     |     | 1.5 | 1.9 | .813 |       |        | 1.9 | 3.2  |     |     |     | 2.0 | 5.1 |
| Total     |      |                     | TOTAL |      | 118 |     | 15.2 | 2.1 | 5.3 | .397 | 0.0 | 0.0 |     | 1.8 | 2.3 | .776 | 0.0   | 0.0    | 2.0 | 3.5  |     |     | 0.5 | 2.0 | 5.9 |
|           |      |                     | NBA   |      | 116 |     | 15.4 | 2.1 | 5.3 | .397 |     |     |     | 1.8 | 2.3 | .776 |       |        | 2.0 | 3.6  |     |     |     | 2.1 | 6.0 |
|           |      |                     | ABA   |      | 2   |     | 2.5  | 0.0 | 0.5 | .000 | 0.0 | 0.0 |     | 0.0 | 0.0 |      | 0.0   | 0.0    | 0.0 | 0.0  |     |     | 0.5 | 0.0 | 0.0 |